# خبزية محزوزة
الجاكية المحزوزة أو ثمرة الخبز أو شجرة الخبز أو فاكهة الخبز (بالإنجليزية: Breadfruit)‏ هو نوع من الأشجار المزهرة من عائلة التوتيات والتي موطنها الأصلي في شبه جزيرة ملايو وجزر غرب المحيط الهادي بالإضافة إلى أنه تم زرعها في العديد من المناطق الأخرى.
اكتسبت الثمرة اسمها من لبّها النشوي الصالح للأكل، حيث وجد فيه بعض الناس طعم الخبز. يتراوح شكل الثمرة ما بين المستدير والبيضاوي، وتزن الثمرة الناضجة في أغلب الحالات ما بين 0،05 وكيلو جرام، ولها قشرة خشنة بنية ويتدرّج لون اللب من أبيض إلى أصفر ويحتوي بعض ثمار الخبز على بذور، يشوي الناس ثمرة الخبز أو يسلقونها أو يقلونها، ويستعملونها أحيانا كالبطاطس في السلطات، أو يطبخونها بالغلي البطيء. أمّا البذور يمكن أكلها مسلوقة أو مشوية.
تنمو ثمرة الخبز على أشجار ذات أوراق كبيرة ويبلغ طول كل شجرة 20-30 م ، وتنمو في تربة غنية جافة في مناطق من الأراضي المنخفضة المدارية وينتج نبات ثمر الخبز تجاريا في جزر البحر الكاريبي والمحيط الهادئ بما فيها جزر هاواي.

## معرض صور

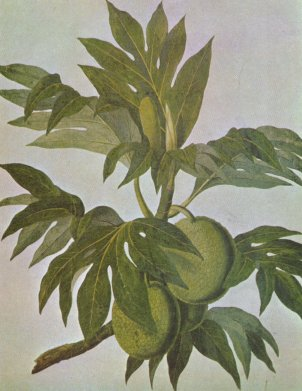
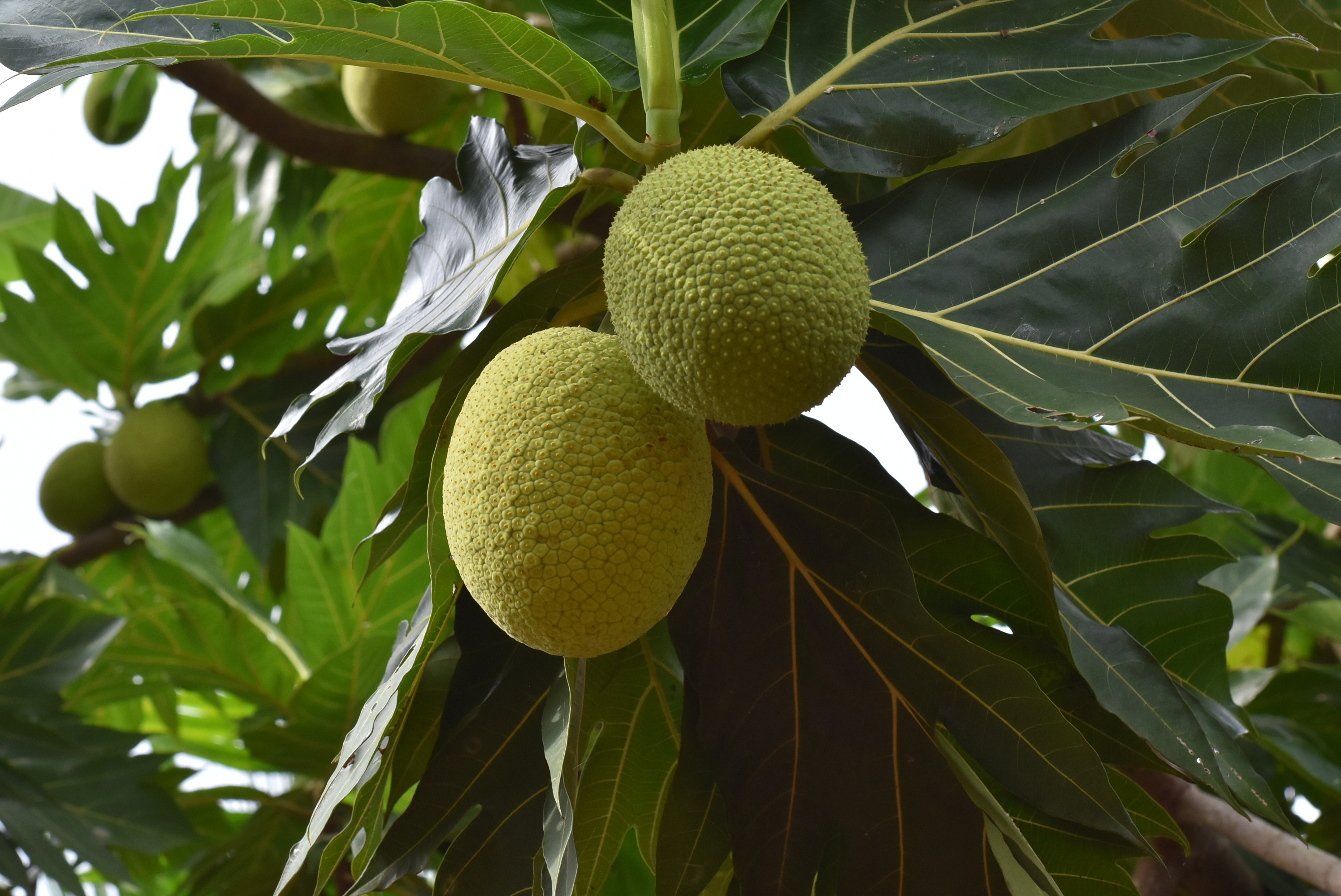
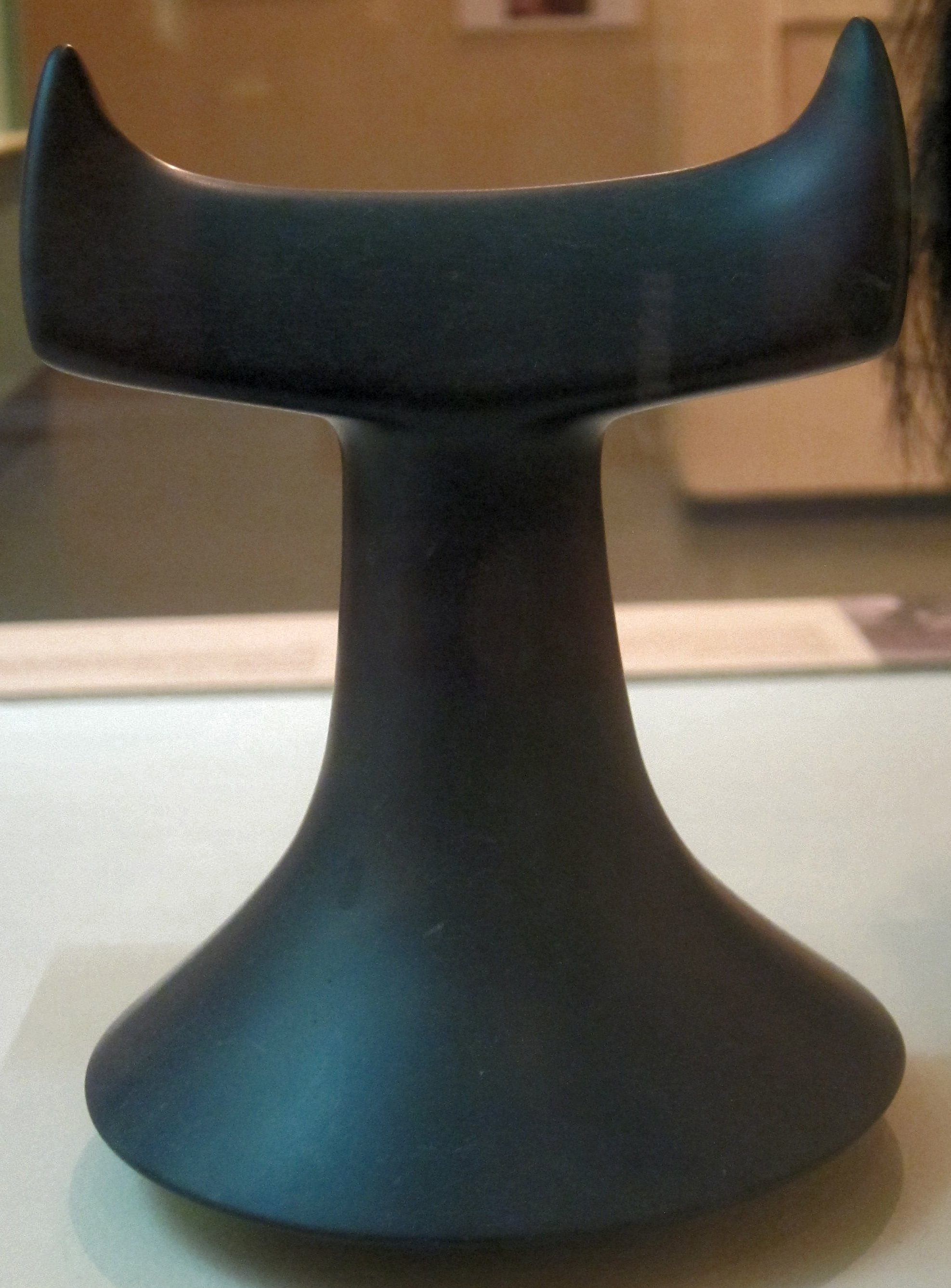
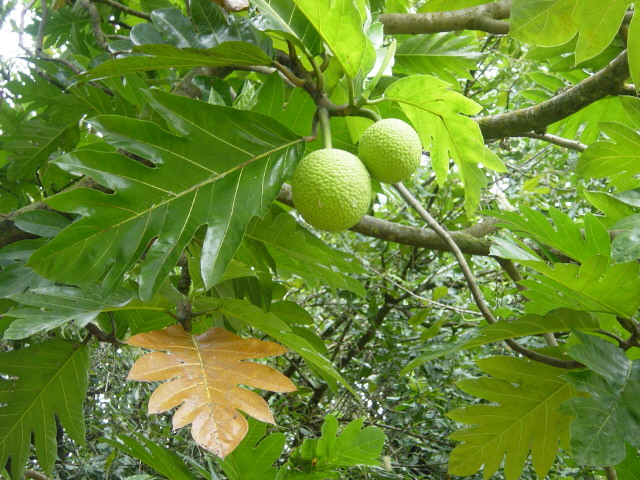